# Cara d'àngel
Cara d'àngel (títol original en anglès: Angel Face) és una pel·lícula en blanc i negre d'Otto Preminger, estrenada el 1952. Aquesta pel·lícula ha estat doblada al català.

## Argument
Una nit, el conductor d'ambulàncies de Beverly Hills, Frank Jessup i el seu soci Bill són cridats a la propietat de Charles i Catherine Tremayne. Abans que arribin, Catherine ja ha estat tractada per inhalació de gas, per la qual cosa la policia considera que ha estat un accident, però la rica Catherine pensa que ha estat intencionat. Quan està marxant de la casa, Diane, la bonica fillastra anglesa de Catherine està tocant una peça de piano melangiosa i li assegura que la seva madrastra estarà bé. Quan Diane es posa histèrica, Frank la bufeteja per calmar-la. Confosa, li dona una bufetada de tornada, llavors es disculpa. Més tard, després de plegar de la feina, Frank va a un restaurant proper, sense saber que Diane l'ha seguit amb el seu cotxe esportiu.
Una tarda, quan el pare i la madrastra de Diane arrenquen el seu automòbil per conduir a la ciutat, el vehicle misteriosament retrocedeix quan està engranat per avançar. Com a resultat, es precipita cap enrere per un penya-segat costerut, matant violentament els dos ocupants. Com que Diane és l'única hereva de la seva fortuna, està sota sospita d'assassinat. A més, pel fet que les autoritats sospiten que es va manipular la transmissió del vehicle, les sospites recauen també sobre Frank. L'advocat defensor (Leon Ames) de Frank i Diane els insta que es casin, perquè cap no pugui ser obligat a testificar contra l'altre, cosa que fan.
```
El judici acaba en absolució. Tot i això, la creixent incomoditat de Frank respecte a Diane influeix en la seva decisió de posar fi al seu fals matrimoni. En conseqüència, la condició mental de Diane es deteriora i el seu sentiment de culpa provoca la confessió a Frank que ella estava darrere de la manipulació mecànica que va causar la mort dels seus pares. Al final, Frank fa un darrer viatge a la finca Tremayne per buidar les seves habitacions. Després espera un taxi que el porti a una estació d'autobusos, però la Diane s'ofereix a portar-lo. Té una ampolla de xampany i dues copes per al comiat. No obstant això, una vegada que posa la interlocutòria en marxa, Diane accelera cap enrere, caient pel mateix penya-segat on van morir els seus pares. Frank i Diane moren.
```

## Repartiment
| Intèrpret         | Personatge              | Veu en català       |
| ----------------- | ----------------------- | ------------------- |
| Robert Mitchum    | Frank Jessup            | Joan Carles Gustems |
| Jean Simmons      | Diane Tremayne          | Sílvia Vilarrasa    |
| Mona Freeman      | Mary Wilton             | Núria Domènech      |
| Herbert Marshall  | Mr. Charles Tremayne    | Joaquim Díaz        |
| Leon Ames         | Fred Barrett            | Josep Maria Ullod   |
| Barbara O'Neil    | Mrs. Catherine Tremayne | Ana Maria Mauri     |
| Kenneth Tobey     | Bill Crompton           | Santi Lorenz        |
| Raymond Greenleaf | Arthur Vance            | Fèlix Benito        |
| Griff Barnett     | El jutge                | desconeguda         |
| Robert Gist       | Miller                  | Eduard Elias        |
| Morgan Farley     | Jurat                   | desconeguda         |
| Jim Backus        | fiscal Judson           | Claudi García       |
| Larry J. Blake    | detectiu Brady          | Carles Sales        |
| Bess Flowers      | Shirley                 | Rosa Maria Pizà     |
| Theresa Harris    | infermera Theresa       | Carme Canet         |
| Frank Kumagai     | majordom Ito            | Xavier de Llorens   |